# Fédération ouest-allemande de football
La Fédération ouest-allemande de football (WDFV, allemand : Westdeutscher Fußballverband) est une fédération régionale de football membre de la DFB.
La WDFV couvre le territoire de la Rhénanie-du-Nord-Westphalie.
En termes de résultats et de palmarès national et international, la WDFV est l'une des fédérations régionales les plus puissantes du football allemand.

## Fusion récente
Cette fédération régionale tire son nom (Fédération de football et d'athlétisme d'Allemagne occidentale/Westdeutschen Fußball- und Leichtathletikverband) et sa structure d'une fusion survenue en 2002 entre la Westdeutsche Fußballverband (Fédération de football d'Allemagne occidentale, fondée en 1898) et la Leichtathletik-Verband Nordrhein (Fédération d'athlétisme de Rhénanie-du-Nord).
Après le départ de l'Association d'athlétisme de Rhénanie du Nord en 2016, le 27 août, le nom a été changé en Fédération ouest-allemande de football (Westdeutscher Fußballverband, WDFV). Le président est Peter Frymuth.
Regroupant plus de 5 100 clubs pour un total de plus 1,5 million d'affiliés, la WDFV est particulièrement active dans le domaine de la formation sportive et compte dans sa zone d'influence les Centres de formation réputés : le Schulsport Wedau à Duisbourg, le Sport Congress Centrum Kaiserau à Kamen et le Schulsport Hennef.

## Histoire

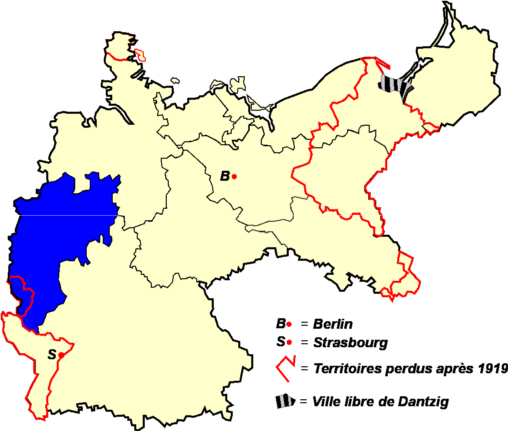
Territoiress couverts par la WSV

De par ses origines, on peut donc dire que la Westdeutscher Fussball-und Leichtathletiekverband est plus ancienne que la fédération nationale, puisque l'actuelle WDFV a son origine à partir du 23 octobre 1898.

### Westdeuscher Spiel-Verband
Le 23 octobre 1898, fut fondée la Rheinischer Spier Verband qui, le 28 novembre 1900, prit le nom de Rheinisch-Westfälischer Spiel-Verband (RWSV).
Les membres fondateurs furent:
- Bonner TV 1860
- Spiel Abteilgung des Cölner TV 1843 [1]
- Dortmunder FC 1895
- Duisburger TV 1848
- Spiel Abteilgung der TG Düren
- Spiel Abteilgung des Düsseldorfer TV 1847
- Hochfelder TV
- FC 1894 München-Gladbach
- FC München-Gladbach Rheydt.

Si la date nous paraît fort éloignée, il faut cependant rappeler qu'à ce moment, des championnats structurés sont déjà organisés dans les régions allemandes de Berlin, de Hambourg, de Leipzig ou dans les pays frontaliers à l'Ouest, la Belgique et les Pays-Bas.
La RSV organisa son propre championnat à partir de la saison 1902-1903. La compétition était partagée en trois districts (en Allemand: Bezirk):
- Bezirk I : Cologne /Bonn/Düsseldorf
- Bezirk II : München-Gladbach / Krefeld / Solingen / Velbert
- Bezirk III : Essen / Duisbourg / Gelsenkirchen / Dortmund / Bottrop.

Les équipes étaient réparties sur une hiérarchie de trois niveaux (en allemand : klasse). Le premier champion d'Allemagne occidentale fut le FC Cölner 1899.
Le nombre de clubs membres augmenta rapidement avec comme conséquence l'augmentation des districts.
En 1906, les clubs de la région de Cassel qui s'étaient précédemment affiliés à la Fédération de football d'Allemagne du Nord (Norddeutscher Fussball-Verband, NFV) rejoignirent la RWSV. À la suite de l'adhésion de clubs de la région d'Osnabrück, de Gießen, de Marburg, de Wetzlar et de Dillenburg, la fédération régionale changea son nom Westdeutscher Spiel-Verband (WSV), le 12 mai 1907.
Après quelques années d'application, la formule du championnat fut remise en question. Les matches de championnat furent supprimés et il y eut un retour aux matches amicaux. Pour la saison 1910-1911, la WSV créa à la Ligaklasse comme plus haute ligue. Mais la fédération régionale dut organiser un tour final entre le champion cette Ligaklasse et les vainqueurs des A1-klasse locales (plus hautes séries locales) pour désigner le Champion d'Allemagne occidentale. Après quatre ans, on fit marche arrière et la 'Ligaklasse fut supprimée.
Jusqu'à 1933, il y eut d'autres réformes mais aucune n'amena à une amélioration concrète du niveau de jeu. En 1922 et en 1924, les saisons s'étalèrent sur deux ans (22-24 et 24-26).

### Dissoute de 1933 à 1947
Après l'arrivée au pouvoir des Nazis, la WSV fut dissoute le 10 mai 1933, comme toutes les autres Fédérations régionales. Elle reprit ses activités en 1947. Pendant la période hitlérienne, les clubs de la NFV furent répartis entre les différentes Gauligen fondées par le régime totalitaire.
Après la fin de la Seconde Guerre mondiale, les clubs de la région Ouest prirent part, entre 1945 et 1947, à un championnat de la zone britannique. La phase finale de cette compétition fut donc commune avec les équipes de la Région Nord.

### Reconstituée
En 1947, la ligue régionale de l'Ouest se reconstitua sous le nom de Westdeutsche Fußballverband (WFV).

### Championnat d'Allemagne occidentale
De 1903 à 1933, la RSV (puis la RWSV) organisa son propre championnat. Le champion d'Allemagne occidentale participa au tour final national (à partir de 1925 en football, le vice-champion fut aussi qualifié).

#### Palmarès du Championnat d'Allemagne occidentale
- Rheinsicher-Westfälischer Spiel Verbandes (RWSV)

| - 1903: Cölner FC 1899 - 1904: Duisburger SpV - 1905: Duisburger SpV - 1906: Cölner FC 1899 - 1907: Düsseldorfer SC 1899 |

- Westdeutschen Spiel Verbandes (WSV)

| - 1908: Duisburger SpV - 1909: FC 1894 München-Gladbach - 1910: Duisburger SpV - 1911 : Duisburger SpV - 1912 : BC Kölner 1901 - 1913 : Duisburger SpV - 1914 : Duisburger SpV - Compétitions interrompues en raison de la Première Guerre mondiale | - 1920 : VfTuR 1889 München-Gladbach - 1921 : Duisburger SpV - 1922 : TG Arminia Bielefeld 1848 1 - 1923 : 1. Bielefelder FC Arminia - 1924 : Duisburger SpV - 1925 : Duisburger SpV - 1926 : VfR 04 rrh Köln | - 1927 : Duisburger SpV - 1928 : SpVgg Sülz 07 - 1929 : FC Schalke 04 - 1930 : FC Schalke 04 - 1931 : TSV Fortuna 1895 Düsseldorf - 1932 : FC Schalke 04 - 1933 : FC Schalke 04 |

- 1 Le TG Arminia Bielefeld 1848 fut dissous le 20 octobre 1922. Le 6 novembre de la même année, le club fut rapidement reconstitué sous le nom de 1. Bielefelder FC Arminia.

## Ligues

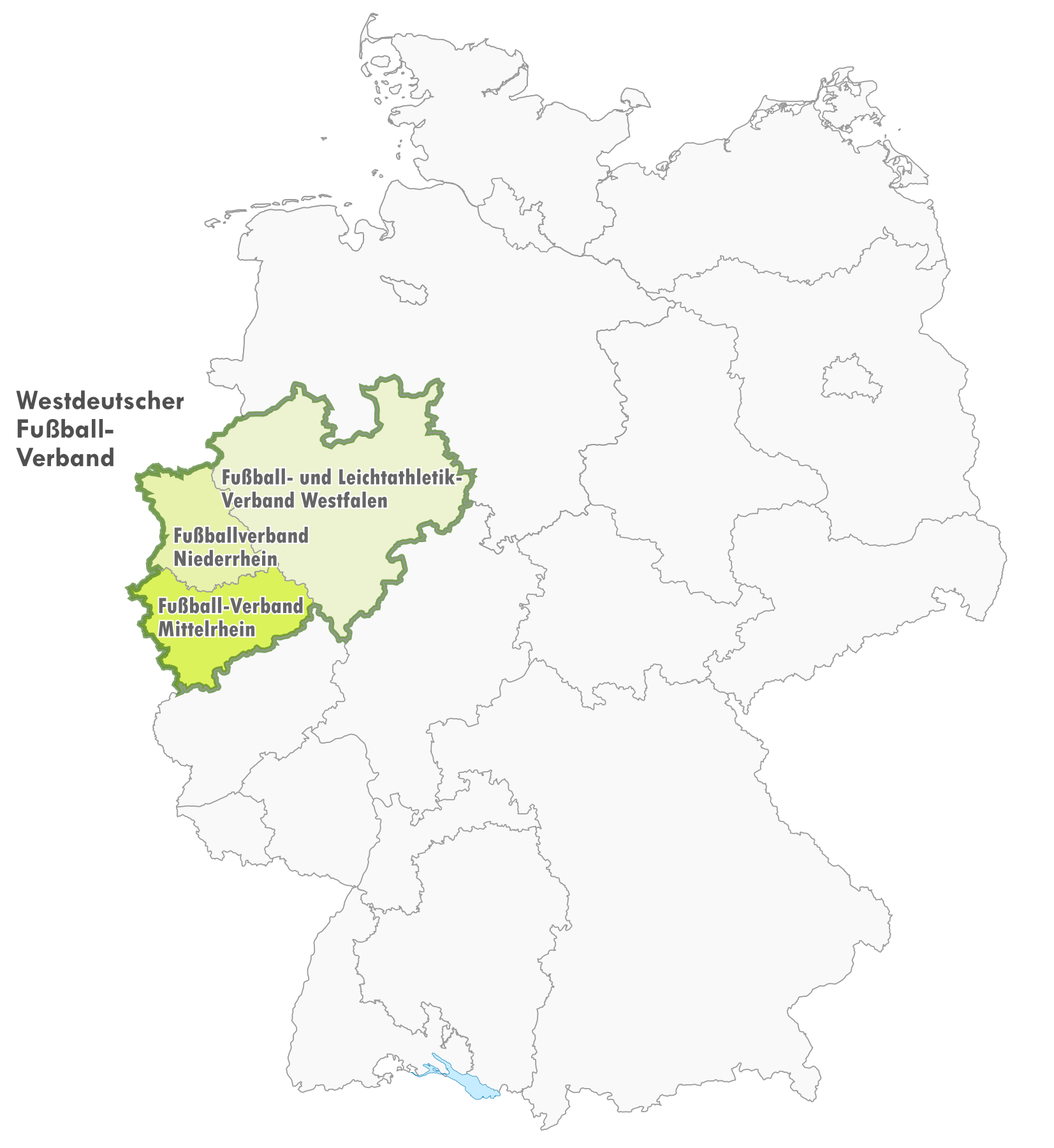
Territoires couverts par la WDFV

De 2008 à 2012, la WDFV gère et organise le championnat de la Nordrhein-Westfalen Liga (Ligue de Rhénanie du Nord-Westphalie) ou NRW-Liga. Cette ligue constitue le niveau 5 de la pyramide, entre la Regionalliga West et les Verbandsligen de la zone concernée.
À partir de 2012, après la réforme des groupes de Regionalliga, passant de 3 à 5, la WDFV gère la Regionalliga West qui concerne les clubs de son territoire.
Cette ligue consitue le niveau 4 de la pyramide, entre la 3. Liga et les Oberligen Niederrhein, Mittelrhein et Westfalen.

## Clubs phares
Parmi les clubs les plus réputés et les plus titrés de la WDFV, citons :
- SV Bayern 04 Leverkusen
- FC Schalke 04
- Borussia VfL Mönchengladbach
- BV 09 Borussia Dortmund
- 1. KC Köln
- Fortuna Düsseldorf

## Présidences de la WFV/WFLV/WDFV depuis 1947
- 1947−1950 : Peco Bauwens
- 1950−1969 : Konrad Schmedeshagen
- 1969−1981 : Fritz Klein (de)
- 1981−2003 : Paul Rasche
- Depuis 2003 : Hermann Korfmacher

## Organisation mère
Cette fédération chapeaute trois autres fédérations régionales ou locales :
- Fußballverband Niederrhein (FVN)
- Fußball-Verband Mittelrhein (FVM)
- Fußball-und Leichtathletik-Verband Westfalen (FLVW)

Logo de la FVN
Logo de la FVM
Logo de la FLVW

### Les autres fédérations régionales
- Fédération de football d'Allemagne du Nord
- Fédération régionale de football du Sud-Ouest de l'Allemagne
- Fédération de football d'Allemagne du Sud
- Fédération de football d'Allemagne du Nord-Est